# Trànsit
El Servicio Trànsit, también conocido como Unidad Trànsit o simplemente Trànsit es un servicio público de salud especializado en la atención a personas trans gestionado por el Instituto Catalán de la Salud (ICS), en Cataluña, España. Se creó en 2012 con el objetivo de ofrecer una atención integral y no patologizante a personas trans siguiendo un modelo biopsicosocial centrado en la autodeterminación de género de personas binarias o no binarias.

## Historia
Nació como parte del despliegue del Modelo de atención a la salud de las personas trans en Cataluña, impulsado oficialmente a través de la Instrucción 14/2017 del Servei Català de la Salut.
El servicio fue impulsado por la ginecóloga Rosa Almirall tras constatar la necesidad de mejorar la atención a mujeres trans en las unidades de ginecología del sistema público. Desde entonces, Trànsit se ha convertido en un referente en el ámbito de la salud trans en España, atendiendo a más de 5.000 personas y expandiendo su modelo a otras regiones catalanas.
Gracias al esfuerzo del equipo de Rosa Almirall y la plataforma TRANSforma la Salut, el Departamento de Salud de Cataluña eliminó en 2016 el requisito de diagnóstico psiquiátrico para acceder a tratamientos de reafirmación de género.
En la actualidad, existen unidades de Trànsit en Badalona, Barcelona, Gerona, Lérida, Manresa, Reus, Sabadell y Tarrasa.

## Reconocimientos
En 2019, el servicio Trànsit recibió uno de los Premios Plumas otorgados por la Federación Estatal de Lesbianas, Gais, Trans y Bisexuales (FELGTB), en reconocimiento a su labor como referente en la atención sanitaria a personas trans en Cataluña y en todo el Estado español. La FELGTB destacó su contribución a la defensa del derecho a la autodeterminación de género y su modelo de atención centrado en la diversidad y el respeto.